# Dolba hyloeus
Dolba hyloeus ist die einzige Schmetterlingsart der Gattung Dolba aus der Familie der Schwärmer (Sphingidae). Auf Grund der Morphologie der Genitalien ist anzunehmen, dass die Art am nächsten mit der Gattung Manduca verwandt ist.

## Merkmale

### Merkmale der Falter
Die Falter haben eine Vorderflügellänge von 22 bis 30 Millimeter und sind damit verhältnismäßig klein. Sie haben eine dunkelbraune bis dunkelgraue Grundfarbe mit weißen Flecken im postmedialen und antemedialen Bereich der Vorderflügel. Auf diesen befindet sich ein kleiner, aber gut erkennbarer, weißer Diskalfleck. Der Außenrand beider Flügelpaare ist abwechselnd weiß und mit der dunklen Grundfarbe gefärbt. Ebenso der Hinterleib ist abwechselnd weiß und dunkel gestreift. Die Musterung der Vorderflügel ist recht variabel. Bei manchen Individuen ist das Muster sehr, bei anderen nur wenig bis fast gar nicht kontrastreich, wodurch die Vorderflügel fast einfarbig erscheinen.

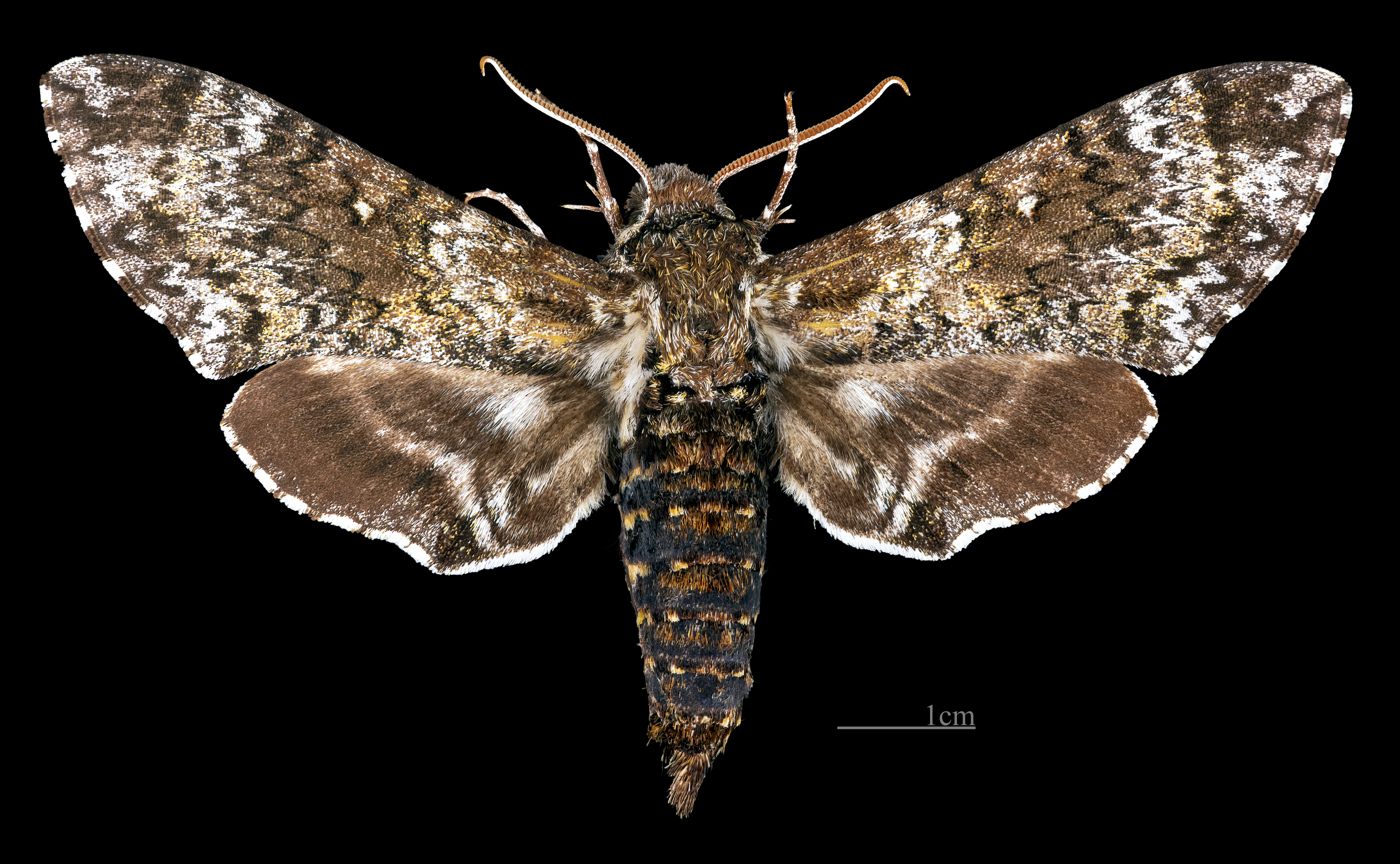
♂
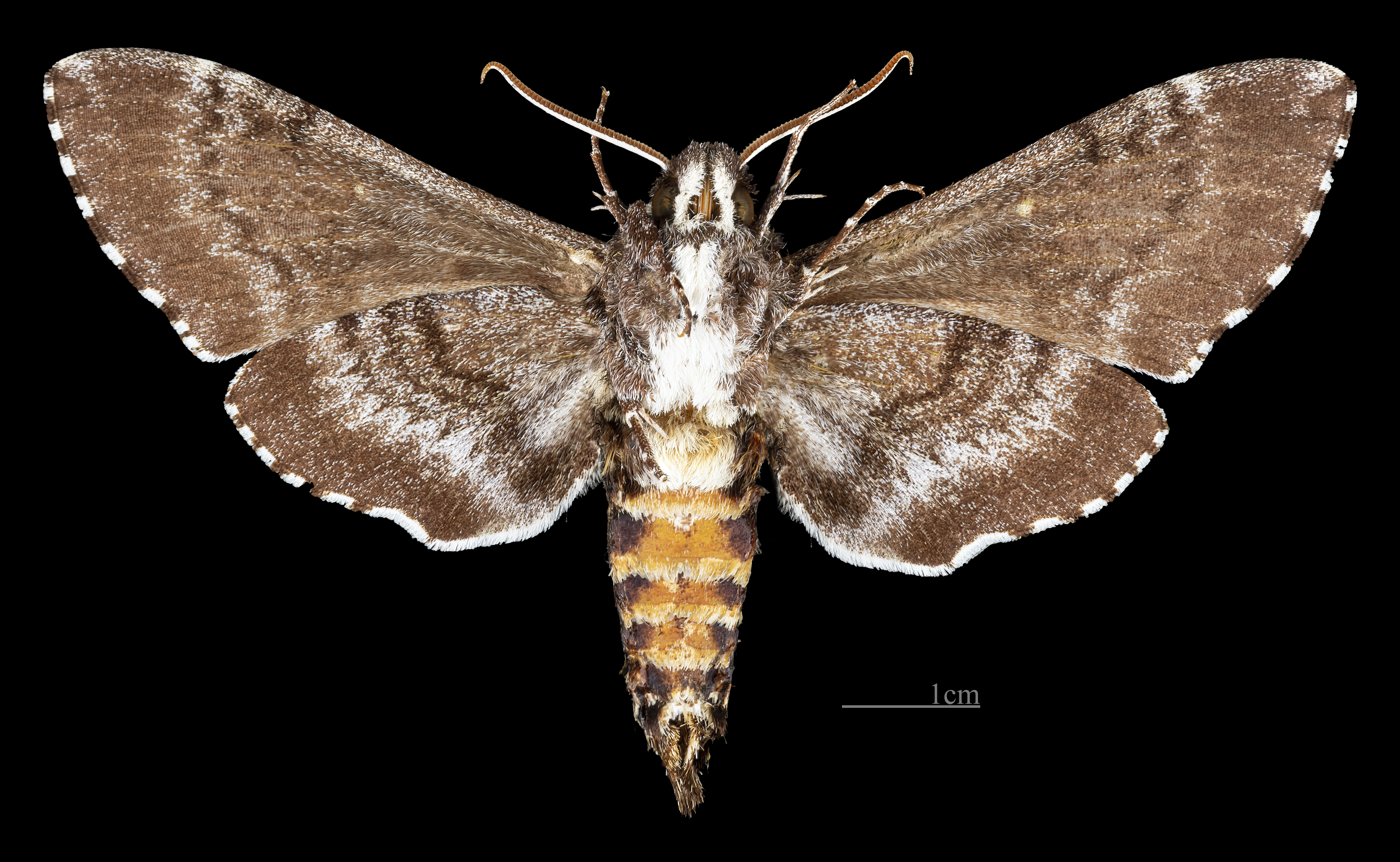
♂ △
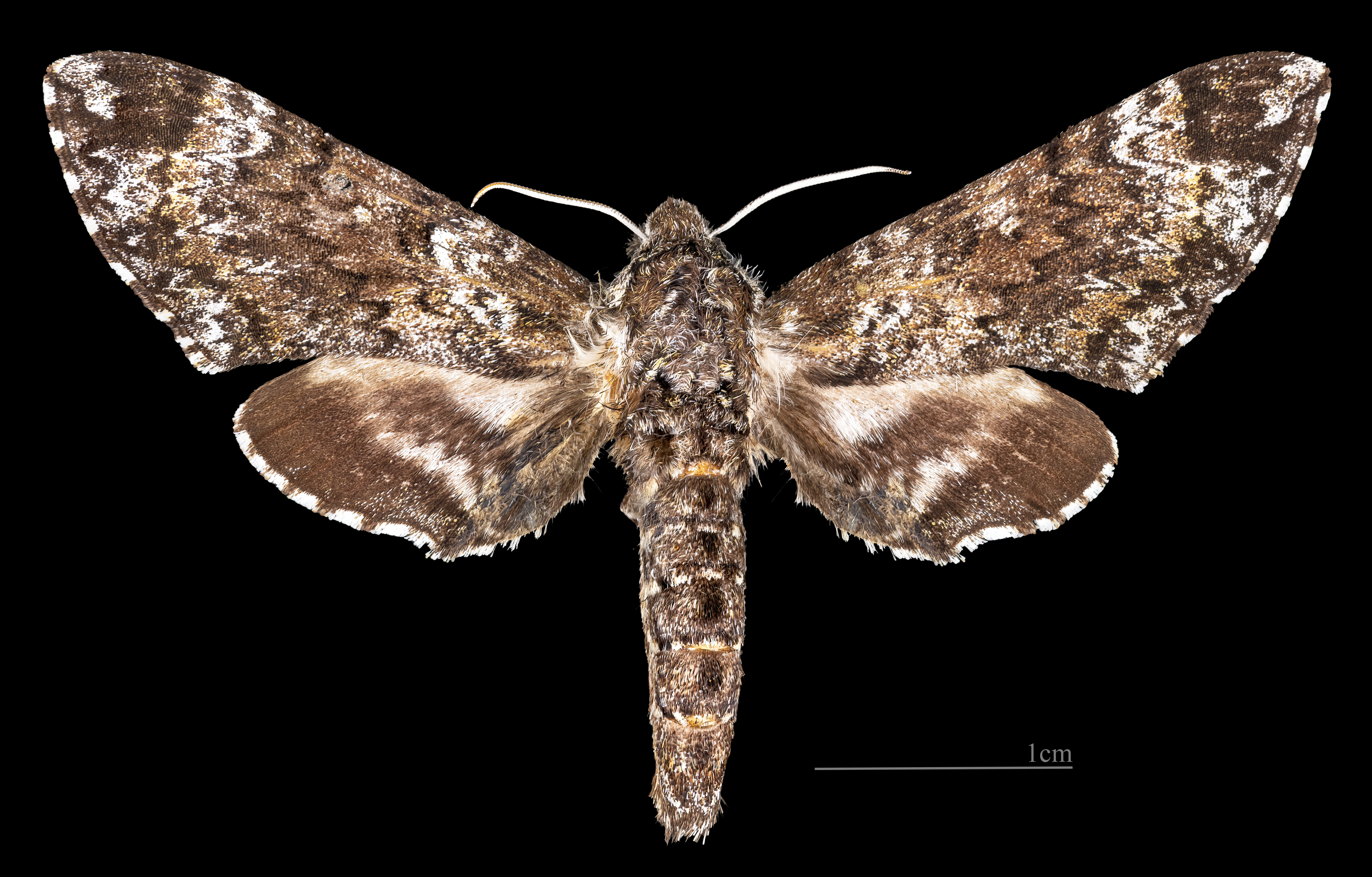
♀
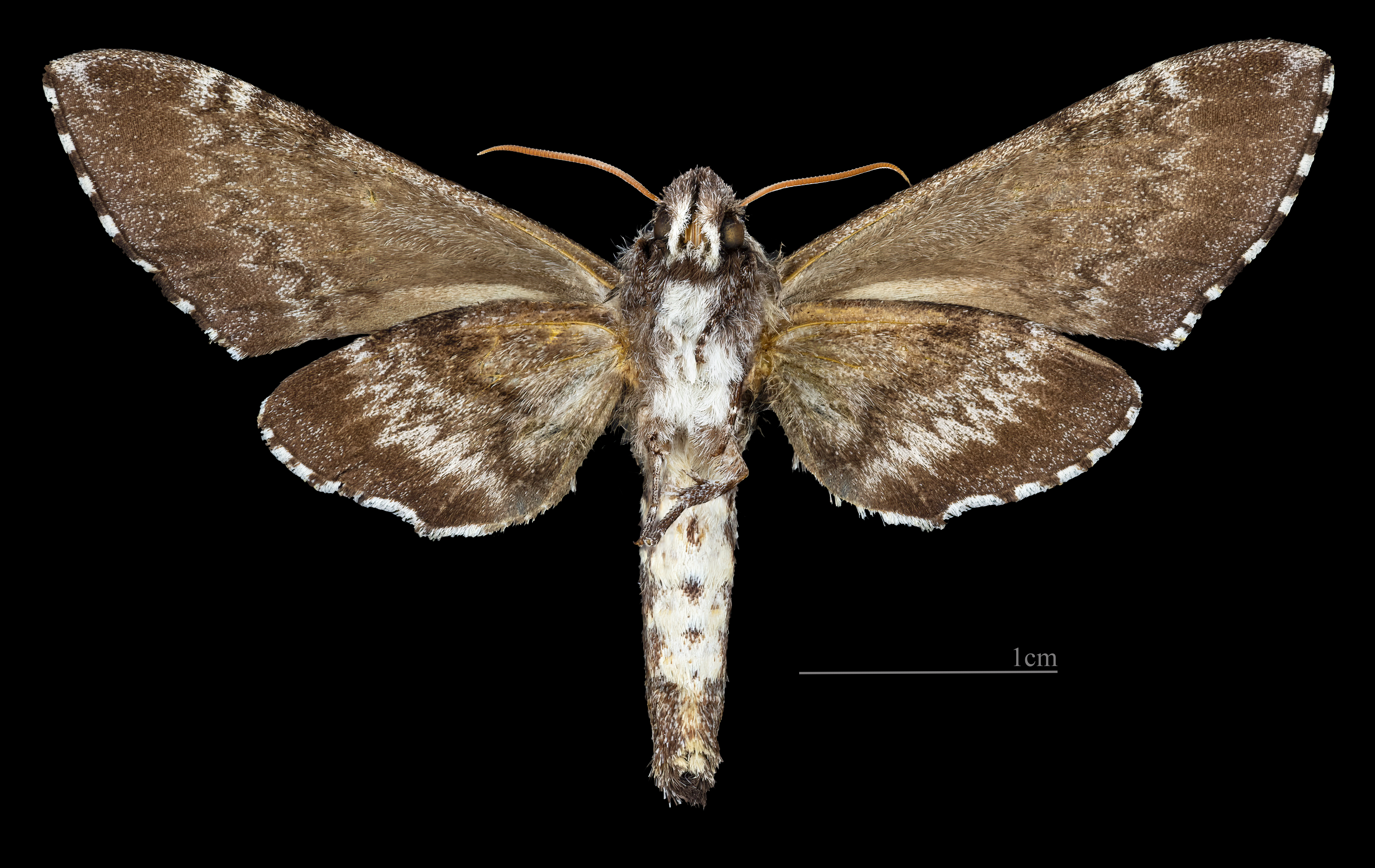
♀ △

### Merkmale der Raupen
Die Raupen haben eine blasse hellgrüne Grundfarbe, mit einem leicht weißlichblauen Rücken. Sie tragen einen ziemlich breiten, graugrünen Streifen mittig am Rücken. Die Tiere tragen auch sechs weiße Dorsolateralstreifen, die jeweils auf der Vorderseite jedes Segments ungefähr auf Höhe der Stigmen beginnen und bis in den subdorsalen Bereich des darauffolgenden Segments reichen. Der letzte dieser Streifen endet am Analhorn. Jeder Streifen ist dorsal durch ein dünnes violettfarbenes Band begrenzt, das jedoch nicht auf das nächste Segment nach hinten reicht. Die ventrale Körperseite unterhalb der Stigmen ist blass graugrün. Das Analhorn ist überwiegend blau gefärbt, hat jedoch eine violettfarbene Spitze. Die Kopfkapsel ist hellgrün und ungestreift. Die Stigmen sind violettfarben und weiß umrandet.

### Merkmale der Puppen
Die Puppen sind walnussbraun. Sie haben eine glatte, leicht glänzende Oberfläche. Die kurze Rüsselscheide ist frei, befindet sich jedoch nahe am Körper. Der Kremaster ist im Verhältnis zur Länge der Puppe lang. Er ist ziemlich rau und endet in einer einzelnen Spitze.

## Vorkommen
Die Art ist nearktisch verbreitet. Sie tritt vom Osten Nordamerikas bis an die Great Plains sowie von Neuengland westlich über weite Teile Michigans und Wisconsins und südlich bis in weite Teile Floridas und entlang der Golfküste bis nach Zentraltexas auf. Auch in Kanada wird die Art selten nachgewiesen, wo sie im äußersten Süden von Québec und in Ontario um Port Franks auftritt. Die nördlichsten Nachweise stammen aus Pary Sound und Pinhey Forest in Ontario. Die Art besiedelt vor allem die östlichen nordamerikanischen Mischwälder.

## Lebensweise
Die Imagines sind vor allem während der Abenddämmerung häufig beim Blütenbesuch zu beobachten. Sie fliegen verschiedene Blüten an, wie beispielsweise die von Gewöhnlichem Seifenkraut (Saponaria officinalis), Nachtkerzen (Oenothera), Heckenkirschen (Lonicera), Petunien (Petunia), Flammenblumen (Phlox), Wunderblumen (Mirabilis), Tabak (Nicotina) und Westlichem Knopfbusch (Cephalanthus occidentalis). Die Imagines werden durch künstliches Licht angelockt.

### Flug- und Raupenzeiten
Die Art tritt im Norden in einer Generation im Sommer auf. Die meisten Falter findet man dort von Ende Juni bis Anfang August. Im Süden fliegen die Tiere von Ende März bis September. Es wird vermutet, dass dort zumindest zwei Generationen ausgebildet werden.

### Nahrungspflanzen der Raupen
Die Raupen ernähren sich von Dreilappiger Papau (Asimina triloba) und mehreren Arten der Stechpalmen (Ilex), die in feuchten Mikrohabitaten mit gutem Wasserabfluss wachsen, wie Ilex verticillata, Ilex decidua und Ilex glabra. In der Literatur finden sich eine Reihe weiterer angeblicher Nahrungspflanzen, die jedoch nicht betätigt werden konnten, wie beispielsweise Farnmyrte (Comptonia peregrina).

## Entwicklung
Die Weibchen legen ihre Eier einzeln ab, die Raupen sind Einzelgänger. Die Raupen entwickeln sich sehr langsam und häuten sich ein fünftes Mal vor der Verpuppung. Sie benötigen im Durchschnitt 46 Tage bis dahin. Die Verpuppung erfolgt in einer Kammer im Erdboden.

## Belege